# Clasificación de CAF para la Copa Mundial de Fútbol de 2006
Para la Copa Mundial de Fútbol de 2006, la CAF tuvo un total de 5 cupos directos para este torneo del total de 32 seleccionados que participaron en Alemania. De los 51 equipos de la CAF afiliados a la FIFA, solo Comores y Yibuti declinaron participar. También sirvió como clasificación para la Copa Africana de Naciones de 2006, celebrada en Egipto.
El proceso estuvo compuesto por dos etapas. La primera fue una fase de eliminación directa entre 21 parejas de dos equipos en partidos de ida y vuelta. Los 5 equipos que se clasificaron para la Copa Mundial de Fútbol de 2002 (Camerún, Nigeria, Senegal, Sudáfrica y Túnez) pasaron directamente a la segunda fase. Esto ocurrió también con los cuatro equipos que estaban en las mejores posiciones del ranking FIFA al 25 de junio de 2003, que fueron Marruecos, Egipto, la República Democrática del Congo y Costa de Marfil.
En la primera fase, la República Centroafricana debía enfrentarse contra Burkina Faso; sin embargo, los centroafricanos tuvieron problemas de tesorería y decidieron retirarse, por lo que Burkina Faso se clasificó directamente para la segunda fase.
Los ganadores de la segunda fase, Angola, Costa de Marfil, Ghana, Togo y Túnez se clasificaron para la fase final de la Copa Mundial de Fútbol.

## Primera fase
| Fecha                   | Lugar         |                       |                                    | Resultado      |                                    |                       |
| ----------------------- | ------------- | --------------------- | ---------------------------------- | -------------- | ---------------------------------- | --------------------- |
| 10 de octubre de 2003   | Bissau        | Guinea Bissau         | Bandera de Guinea-Bissau.          | 1:2 (0:1)      | Bandera de Malí.                   | Malí                  |
| 14 de noviembre de 2003 | Bamako        | Malí                  | Bandera de Malí.                   | 2:0 (1:0)      | Bandera de Guinea-Bissau.          | Guinea Bissau         |
| 11 de octubre de 2003   | Victoria      | Seychelles            | Bandera de Seychelles.             | 0:4 (0:2)      | Bandera de Zambia.                 | Zambia                |
| 15 de noviembre de 2003 | Lusaka        | Zambia                | Bandera de Zambia.                 | 1:1 (1:0)      | Bandera de Seychelles.             | Seychelles            |
| 11 de octubre de 2003   | Antananarivo  | Madagascar            | Bandera de Madagascar.             | 1:1 (1:0)      | Bandera de Benín.                  | Benín                 |
| 16 de noviembre de 2003 | Cotonú        | Benín                 | Bandera de Benín.                  | 3:2 (1:2)      | Bandera de Madagascar.             | Madagascar            |
| 11 de octubre de 2003   | Gaborone      | Botsuana              |                                    | 4:1 (2:0)      |                                    | Lesoto                |
| 16 de noviembre de 2003 | Maseru        | Lesoto                |                                    | 0:0            |                                    | Botsuana              |
| 11 de octubre de 2003   | Bata          | Guinea Ecuatorial     | Bandera de Guinea Ecuatorial.      | 1:0 (1:0)      | Bandera de Togo.                   | Togo                  |
| 16 de noviembre de 2003 | Lomé          | Togo                  | Bandera de Togo.                   | 2:0 (1:0)      | Bandera de Guinea Ecuatorial.      | Guinea Ecuatorial     |
| 11 de octubre de 2003   | Santo Tomé    | Santo Tomé y Príncipe | Bandera de Santo Tomé y Príncipe.  | 0:1 (0:0)      | Bandera de Libia.                  | Libia                 |
| 16 de noviembre de 2003 | Bengasi       | Libia                 | Bandera de Libia.                  | 8:0 (4:0)      | Bandera de Santo Tomé y Príncipe.  | Santo Tomé y Príncipe |
| 11 de octubre de 2003   | Dar es Salaam | Tanzania              | Bandera de Tanzania.               | 0:0            | Bandera de Kenia.                  | Kenia                 |
| 15 de noviembre de 2003 | Nairobi       | Kenia                 | Bandera de Kenia.                  | 3:0 (3:0)      | Bandera de Tanzania.               | Tanzania              |
| 11 de octubre de 2003   | Niamey        | Níger                 | Bandera de Níger.                  | 0:1 (0:0)      | Bandera de Argelia.                | Argelia               |
| 15 de noviembre de 2003 | Argel         | Argelia               | Bandera de Argelia.                | 6:0 (4:0)      | Bandera de Níger.                  | Níger                 |
| 11 de octubre de 2003   | Kampala       | Uganda                | Bandera de Uganda.                 | 3:0 (0:0)      |                                    | Mauricio              |
| 16 de noviembre de 2003 | Curepipe      | Mauricio              |                                    | 3:1 (3:0, 1:0) | Bandera de Uganda.                 | Uganda                |
| 12 de octubre de 2003   | Harare        | Zimbabue              | Bandera de Zimbabue.               | 3:0 (1:0)      | Bandera de Mauritania.             | Mauritania            |
| 15 de noviembre de 2003 | Nuakchot      | Mauritania            | Bandera de Mauritania.             | 2:1 (2:0)      | Bandera de Zimbabue.               | Zimbabue              |
| 12 de octubre de 2003   | Mbabane       | Suazilandia           | Bandera de Suazilandia.            | 1:1 (0:0)      | Bandera de Cabo Verde.             | Cabo Verde            |
| 16 de noviembre de 2003 | Praia         | Cabo Verde            | Bandera de Cabo Verde.             | 3:0 (0:0)      | Bandera de Suazilandia.            | Suazilandia           |
| 12 de octubre de 2003   | Buyumbura     | Burundi               | Bandera de Burundi.                | 0:0            |                                    | Gabón                 |
| 15 de noviembre de 2003 | Libreville    | Gabón                 |                                    | 4:1 (3:0)      | Bandera de Burundi.                | Burundi               |
| 12 de octubre de 2003   | Yamena        | Chad                  | Bandera de Chad.                   | 3:1 (0:0)      | Bandera de Angola.                 | Angola                |
| 16 de noviembre de 2003 | Luanda        | Angola                | Bandera de Angola.                 | 2:0 (1:0)      | Bandera de Chad.                   | Chad                  |
| 12 de octubre de 2003   | Brazzaville   | Congo                 | Bandera de la República del Congo. | 1:0 (0:0)      | Bandera de Sierra Leona.           | Sierra Leona          |
| 16 de noviembre de 2003 | Freetown      | Sierra Leona          | Bandera de Sierra Leona.           | 1:1 (0:0)      | Bandera de la República del Congo. | Congo                 |
| 12 de octubre de 2003   | Adís Abeba    | Etiopía               | Bandera de Etiopía.                | 1:3 (0:1)      |                                    | Malaui                |
| 15 de noviembre de 2003 | Lilongüe      | Malaui                |                                    | 0:0            | Bandera de Etiopía.                | Etiopía               |
| 12 de octubre de 2003   | Kigali        | Ruanda                | Bandera de Ruanda.                 | 3:0 (1:0)      | Bandera de Namibia.                | Namibia               |
| 15 de noviembre de 2003 | Windhoek      | Namibia               | Bandera de Namibia.                | 1:1 (1:1)      | Bandera de Ruanda.                 | Ruanda                |
| 12 de octubre de 2003   | Conakri       | Guinea                |                                    | 1:0 (0:0)      | Bandera de Mozambique.             | Mozambique            |
| 16 de noviembre de 2003 | Maputo        | Mozambique            | Bandera de Mozambique.             | 3:4 (0:3)      |                                    | Guinea                |
| 12 de octubre de 2003   | Bakau         | Gambia                | Bandera de Gambia.                 | 2:0 (0:0)      | Bandera de Liberia.                | Liberia               |
| 16 de noviembre de 2003 | Monrovia      | Liberia               | Bandera de Liberia.                | 3:0 (1:0)      | Bandera de Gambia.                 | Gambia                |
| 12 de octubre de 2003   | Jartum        | Sudán                 | Bandera de Sudán.                  | 3:0 (0:0)      | Bandera de Eritrea.                | Eritrea               |
| 16 de noviembre de 2003 | Asmara        | Eritrea               | Bandera de Eritrea.                | 0:0            | Bandera de Sudán.                  | Sudán                 |
| 16 de noviembre de 2003 | Kumasi        | Somalia               | Bandera de Somalia.                | 0:5 (0:1)      | Bandera de Ghana.                  | Ghana                 |
| 19 de noviembre de 2003 | Acra          | Ghana                 | Bandera de Ghana.                  | 2:0 (1:0)      | Bandera de Somalia.                | Somalia               |

Angola, Argelia, Benín, Botsuana, Burkina Faso, Cabo Verde, Congo, Gabón, Ghana, Guinea, Liberia, Libia, Kenia, Malaui, Malí, Ruanda, Sudán, Togo, Uganda, Zambia y Zimbabue se clasificaron para la siguiente ronda.

## Segunda fase
Los 30 equipos participantes (21 provenientes de la etapa anterior y 9 clasificados directamente) fueron divididos en cinco grupos de 6 seleccionados, los que se enfrentaron en partidos de ida y vuelta. El equipo que resultó obtener el primer lugar de cada grupo luego de que fuesen disputados todos los partidos de su grupo, se clasificó directamente para la Copa Mundial de Fútbol.
Además, los tres primeros clasificados obtendrían la clasificación directa para la Copa Africana de Naciones de 2006, disputada en Egipto.

### Grupo 1
| Equipo  | Pts | PJ | PG | PE | PP | GF | GC | GD  |
| ------- | --- | -- | -- | -- | -- | -- | -- | --- |
| Togo    | 23  | 10 | 7  | 2  | 1  | 20 | 8  | +12 |
| Senegal | 21  | 10 | 6  | 3  | 1  | 21 | 8  | +13 |
| Zambia  | 19  | 10 | 6  | 1  | 3  | 16 | 10 | +6  |
| Congo   | 10  | 10 | 3  | 1  | 6  | 10 | 14 | -4  |
| Mali    | 8   | 10 | 2  | 2  | 6  | 11 | 14 | -3  |
| Liberia | 4   | 10 | 1  | 1  | 8  | 3  | 27 | -24 |

| Fecha                   | Lugar         |         |                                    | Resultado |                                    |         |
| ----------------------- | ------------- | ------- | ---------------------------------- | --------- | ---------------------------------- | ------- |
| 5 de junio de 2004      | Lusaka        | Zambia  | Bandera de Zambia.                 | 1:0 (1:0) | Bandera de Togo.                   | Togo    |
| 5 de junio de 2004      | Dakar         | Senegal | Bandera de Senegal.                | 2:0 (0:0) | Bandera de la República del Congo. | Congo   |
| 6 de junio de 2004      | Monrovia      | Liberia | Bandera de Liberia.                | 1:0 (0:0) | Bandera de Malí.                   | Mali    |
| 19 de junio de 2004     | Bamako        | Mali    | Bandera de Malí.                   | 1:1 (0:1) | Bandera de Zambia.                 | Zambia  |
| 20 de junio de 2004     | Brazzaville   | Congo   | Bandera de la República del Congo. | 3:0 (0:0) | Bandera de Liberia.                | Liberia |
| 20 de junio de 2004     | Lomé          | Togo    | Bandera de Togo.                   | 3:1 (1:0) | Bandera de Senegal.                | Senegal |
| 3 de julio de 2004      | Dakar         | Senegal | Bandera de Senegal.                | 1:0 (1:0) | Bandera de Zambia.                 | Zambia  |
| 4 de julio de 2004      | Brazzaville   | Congo   | Bandera de la República del Congo. | 1:0 (1:0) | Bandera de Malí.                   | Mali    |
| 4 de julio de 2004      | Monrovia      | Liberia | Bandera de Liberia.                | 0:0       | Bandera de Togo.                   | Togo    |
| 4 de septiembre de 2004 | Lomé          | Zambia  | Bandera de Zambia.                 | 1:0 (0:0) | Bandera de Liberia.                | Liberia |
| 5 de septiembre de 2004 | Lomé          | Togo    | Bandera de Togo.                   | 2:0 (1:0) | Bandera de la República del Congo. | Congo   |
| 5 de septiembre de 2004 | Bamako        | Mali    | Bandera de Malí.                   | 2:2 (1:1) | Bandera de Senegal.                | Senegal |
| 10 de octubre de 2004   | Brazzaville   | Congo   | Bandera de la República del Congo. | 2:3 (0:2) | Bandera de Zambia.                 | Zambia  |
| 10 de octubre de 2004   | Monrovia      | Liberia | Bandera de Liberia.                | 0:3 (0:1) | Bandera de Senegal.                | Senegal |
| 10 de octubre de 2004   | Lomé          | Togo    | Bandera de Togo.                   | 1:0 (1:0) | Bandera de Malí.                   | Mali    |
| 26 de marzo de 2005     | Dakar         | Senegal | Bandera de Senegal.                | 6:1 (2:0) | Bandera de Liberia.                | Liberia |
| 26 de marzo de 2005     | Chililabombwe | Zambia  | Bandera de Zambia.                 | 2:0 (2:0) | Bandera de la República del Congo. | Congo   |
| 26 de marzo de 2005     | Bamako        | Mali    | Bandera de Malí.                   | 1:2 (1:0) | Bandera de Togo.                   | Togo    |
| 5 de junio de 2005      | Brazzaville   | Congo   | Bandera de la República del Congo. | 0:0       | Bandera de Senegal.                | Senegal |
| 5 de junio de 2005      | Segou         | Mali    | Bandera de Malí.                   | 4:1 (2:0) | Bandera de Liberia.                | Liberia |
| 5 de junio de 2005      | Lomé          | Togo    | Bandera de Togo.                   | 4:1 (2:1) | Bandera de Zambia.                 | Zambia  |
| 18 de junio de 2005     | Dakar         | Senegal | Bandera de Senegal.                | 2:2 (2:1) | Bandera de Togo.                   | Togo    |
| 18 de junio de 2005     | Chililabombwe | Zambia  | Bandera de Zambia.                 | 2:1 (1:0) | Bandera de Malí.                   | Mali    |
| 19 de junio de 2005     | Paynesville   | Liberia | Bandera de Liberia.                | 0:2 (0:1) | Bandera de la República del Congo. | Congo   |
| 3 de septiembre de 2005 | Chililabombwe | Zambia  | Bandera de Zambia.                 | 0:1 (0:0) | Bandera de Senegal.                | Senegal |
| 3 de septiembre de 2005 | Bamako        | Mali    | Bandera de Malí.                   | 2:0 (0:0) | Bandera de la República del Congo. | Congo   |
| 4 de septiembre de 2005 | Lomé          | Togo    | Bandera de Togo.                   | 3:0 (0:0) | Bandera de Liberia.                | Liberia |
| 1 de octubre de 2005    | Monrovia      | Liberia | Bandera de Liberia.                | 0:5 (0:0) | Bandera de Zambia.                 | Zambia  |
| 8 de octubre de 2005    | Dakar         | Senegal | Bandera de Senegal.                | 3:0 (2:0) | Bandera de Malí.                   | Mali    |
| 8 de octubre de 2005    | Brazzaville   | Congo   | Bandera de la República del Congo. | 2:3 (1:1) | Bandera de Togo.                   | Togo    |

### Grupo 2
| Equipo         | Pts | PJ | PG | PE | PP | GF | GC | GD  |
| -------------- | --- | -- | -- | -- | -- | -- | -- | --- |
| Ghana          | 21  | 10 | 6  | 3  | 1  | 17 | 4  | +13 |
| R.D. del Congo | 16  | 10 | 4  | 4  | 2  | 14 | 10 | +4  |
| Sudáfrica      | 16  | 10 | 5  | 1  | 4  | 12 | 14 | -2  |
| Burkina Faso   | 13  | 10 | 4  | 1  | 5  | 14 | 13 | +1  |
| Cabo Verde     | 10  | 10 | 3  | 1  | 6  | 8  | 15 | -7  |
| Uganda         | 8   | 10 | 2  | 2  | 6  | 6  | 15 | -9  |

| Fecha                   | Lugar         |                     |                          | Resultado |                          |                     |
| ----------------------- | ------------- | ------------------- | ------------------------ | --------- | ------------------------ | ------------------- |
| 5 de junio de 2004      | Bloemfontein  | Sudáfrica           | Bandera de Sudáfrica.    | 2:1 (1:0) | Bandera de Cabo Verde.   | Cabo Verde          |
| 5 de junio de 2004      | Uagadugú      | Burkina Faso        | Bandera de Burkina Faso. | 1:0 (0:0) | Bandera de Ghana.        | Ghana               |
| 6 de junio de 2004      | Kampala       | Uganda              | Bandera de Uganda.       | 1:0 (0:0) |                          | Rep. Dem. del Congo |
| 19 de junio de 2004     | Praia         | Cabo Verde          | Bandera de Cabo Verde.   | 1:0 (1:0) | Bandera de Uganda.       | Uganda              |
| 20 de junio de 2004     | Kumasi        | Ghana               | Bandera de Ghana.        | 3:0 (1:0) | Bandera de Sudáfrica.    | Sudáfrica           |
| 20 de junio de 2004     | Kinshasa      | Rep. Dem. del Congo |                          | 3:2 (1:1) | Bandera de Burkina Faso. | Burkina Faso        |
| 3 de julio de 2004      | Johannesburgo | Sudáfrica           | Bandera de Sudáfrica.    | 2:0 (2:0) | Bandera de Burkina Faso. | Burkina Faso        |
| 3 de julio de 2004      | Praia         | Cabo Verde          | Bandera de Cabo Verde.   | 1:1 (1:1) |                          | Rep. Dem. del Congo |
| 3 de julio de 2004      | Kampala       | Uganda              | Bandera de Uganda.       | 1:1 (1:0) | Bandera de Ghana.        | Ghana               |
| 4 de septiembre de 2004 | Uagadugú      | Burkina Faso        | Bandera de Burkina Faso. | 2:0 (1:0) | Bandera de Uganda.       | Uganda              |
| 5 de septiembre de 2004 | Kumasi        | Ghana               | Bandera de Ghana.        | 2:0 (1:0) | Bandera de Cabo Verde.   | Cabo Verde          |
| 5 de septiembre de 2004 | Kinshasa      | Rep. Dem. del Congo |                          | 1:0 (0:0) | Bandera de Sudáfrica.    | Sudáfrica           |
| 9 de octubre de 2004    | Praia         | Cabo Verde          | Bandera de Cabo Verde.   | 1:0 (1:0) | Bandera de Burkina Faso. | Burkina Faso        |
| 10 de octubre de 2004   | Kumasi        | Ghana               | Bandera de Ghana.        | 0:0       |                          | Rep. Dem. del Congo |
| 10 de octubre de 2004   | Kampala       | Uganda              | Bandera de Uganda.       | 0:1 (0:0) | Bandera de Sudáfrica.    | Sudáfrica           |
| 26 de marzo de 2005     | Johannesburgo | Sudáfrica           | Bandera de Sudáfrica.    | 2:1 (1:0) | Bandera de Uganda.       | Uganda              |
| 26 de marzo de 2005     | Uagadugú      | Burkina Faso        | Bandera de Burkina Faso. | 1:2 (0:0) | Bandera de Cabo Verde.   | Cabo Verde          |
| 27 de marzo de 2005     | Kinshasa      | Rep. Dem. del Congo |                          | 1:1 (0:1) | Bandera de Ghana.        | Ghana               |
| 4 de junio de 2005      | Praia         | Cabo Verde          | Bandera de Cabo Verde.   | 1:2 (0:2) | Bandera de Sudáfrica.    | Sudáfrica           |
| 5 de junio de 2005      | Kinshasa      | Rep. Dem. del Congo |                          | 4:0 (1:0) | Bandera de Uganda.       | Uganda              |
| 5 de junio de 2005      | Kumasi        | Ghana               | Bandera de Ghana.        | 2:1 (0:1) | Bandera de Burkina Faso. | Burkina Faso        |
| 18 de junio de 2005     | Johannesburgo | Sudáfrica           | Bandera de Sudáfrica.    | 0:2 (0:0) | Bandera de Ghana.        | Ghana               |
| 18 de junio de 2005     | Uagadugú      | Burkina Faso        | Bandera de Burkina Faso. | 2:0 (1:0) |                          | Rep. Dem. del Congo |
| 18 de junio de 2005     | Kampala       | Uganda              | Bandera de Uganda.       | 1:0 (1:0) | Bandera de Cabo Verde.   | Cabo Verde          |
| 3 de septiembre de 2005 | Uagadugú      | Burkina Faso        | Bandera de Burkina Faso. | 3:1 (2:0) | Bandera de Sudáfrica.    | Sudáfrica           |
| 4 de septiembre de 2005 | Kumasi        | Ghana               | Bandera de Ghana.        | 2:0 (2:0) | Bandera de Uganda.       | Uganda              |
| 4 de septiembre de 2005 | Kinshasa      | Rep. Dem. del Congo |                          | 2:1 (1:1) | Bandera de Cabo Verde.   | Cabo Verde          |
| 8 de octubre de 2005    | Kampala       | Uganda              | Bandera de Uganda.       | 2:2 (1:1) | Bandera de Burkina Faso. | Burkina Faso        |
| 8 de octubre de 2005    | Durban        | Sudáfrica           | Bandera de Sudáfrica.    | 2:2 (1:2) |                          | Rep. Dem. del Congo |
| 8 de octubre de 2005    | Praia         | Cabo Verde          | Bandera de Cabo Verde.   | 0:4 (0:2) | Bandera de Ghana.        | Ghana               |

### Grupo 3
Egipto tenía asegurada su clasificación para la Copa de África, por lo que Libia pudo clasificarse quedando en el cuarto lugar del grupo.
| Equipo          | Pts | PJ | PG | PE | PP | GF | GC | GD  |
| --------------- | --- | -- | -- | -- | -- | -- | -- | --- |
| Costa de Marfil | 22  | 10 | 7  | 1  | 2  | 20 | 7  | +13 |
| Camerún         | 21  | 10 | 6  | 3  | 1  | 18 | 10 | +8  |
| Egipto          | 17  | 10 | 5  | 2  | 3  | 26 | 15 | +11 |
| Libia           | 12  | 10 | 3  | 3  | 4  | 8  | 10 | -2  |
| Sudán           | 6   | 10 | 1  | 3  | 6  | 6  | 22 | -16 |
| Benín           | 5   | 10 | 1  | 2  | 7  | 9  | 23 | -14 |

| Fecha                   | Lugar      |                 |                     | Resultado |                     |                 |
| ----------------------- | ---------- | --------------- | ------------------- | --------- | ------------------- | --------------- |
| 6 de junio de 2004      | Yaundé     | Camerún         | Bandera de Camerún. | 2:1 (2:1) | Bandera de Benín.   | Benín           |
| 6 de junio de 2004      | Abiyán     | Costa de Marfil |                     | 2:0 (1:0) | Bandera de Libia.   | Libia           |
| 6 de junio de 2004      | Jartum     | Sudán           | Bandera de Sudán.   | 0:3 (0:1) | Bandera de Egipto.  | Egipto          |
| 18 de junio de 2004     | Misurata   | Libia           | Bandera de Libia.   | 0:0       | Bandera de Camerún. | Camerún         |
| 20 de junio de 2004     | Cotonú     | Benín           | Bandera de Benín.   | 1:1 (1:1) | Bandera de Sudán.   | Sudán           |
| 20 de junio de 2004     | Alejandría | Egipto          | Bandera de Egipto.  | 1:2 (0:1) |                     | Costa de Marfil |
| 3 de julio de 2004      | Jartum     | Sudán           | Bandera de Sudán.   | 0:1 (0:0) | Bandera de Libia.   | Libia           |
| 4 de julio de 2004      | Yaundé     | Camerún         | Bandera de Camerún. | 2:0 (0:0) |                     | Costa de Marfil |
| 4 de julio de 2004      | Cotonú     | Benín           | Bandera de Benín.   | 3:3 (2:0) | Bandera de Egipto.  | Egipto          |
| 3 de septiembre de 2004 | Trípoli    | Libia           | Bandera de Libia.   | 4:1 (1:1) | Bandera de Benín.   | Benín           |
| 5 de septiembre de 2004 | Abiyán     | Costa de Marfil |                     | 5:0 (3:0) | Bandera de Sudán.   | Sudán           |
| 5 de septiembre de 2004 | El Cairo   | Egipto          | Bandera de Egipto.  | 3:2 (1:0) | Bandera de Camerún. | Camerún         |
| 8 de octubre de 2004    | Trípoli    | Libia           | Bandera de Libia.   | 2:1 (1:0) | Bandera de Egipto.  | Egipto          |
| 9 de octubre de 2004    | Omdurmán   | Sudán           | Bandera de Sudán.   | 1:1 (1:0) | Bandera de Camerún. | Camerún         |
| 10 de octubre de 2004   | Cotonú     | Benín           | Bandera de Benín.   | 0:1 (0:0) |                     | Costa de Marfil |
| 27 de marzo de 2005     | Abiyán     | Costa de Marfil |                     | 3:0 (2:0) | Bandera de Benín.   | Benín           |
| 27 de marzo de 2005     | El Cairo   | Egipto          | Bandera de Egipto.  | 4:1 (0:0) | Bandera de Libia.   | Libia           |
| 27 de marzo de 2005     | Yaundé     | Camerún         | Bandera de Camerún. | 2:1 (1:1) | Bandera de Sudán.   | Sudán           |
| 3 de junio de 2005      | Trípoli    | Libia           | Bandera de Libia.   | 0:0       |                     | Costa de Marfil |
| 4 de junio de 2005      | Cotonú     | Benín           | Bandera de Benín.   | 1:4 (0:1) | Bandera de Camerún. | Camerún         |
| 5 de junio de 2005      | El Cairo   | Egipto          | Bandera de Egipto.  | 6:1 (3:0) | Bandera de Sudán.   | Sudán           |
| 19 de junio de 2005     | Abiyán     | Costa de Marfil |                     | 2:0 (1:0) | Bandera de Egipto.  | Egipto          |
| 19 de junio de 2005     | Yaundé     | Camerún         | Bandera de Camerún. | 1:0 (1:0) | Bandera de Libia.   | Libia           |
| 17 de agosto de 2005    | Omdurmán   | Sudán           | Bandera de Sudán.   | 1:0 (1:0) | Bandera de Benín.   | Benín           |
| 2 de septiembre de 2005 | Trípoli    | Libia           | Bandera de Libia.   | 0:0       | Bandera de Sudán.   | Sudán           |
| 4 de septiembre de 2005 | El Cairo   | Egipto          | Bandera de Egipto.  | 4:1 (2:0) | Bandera de Benín.   | Benín           |
| 4 de septiembre de 2005 | Abiyán     | Costa de Marfil |                     | 2:3 (1:2) | Bandera de Camerún. | Camerún         |
| 8 de octubre de 2005    | Omdurmán   | Sudán           | Bandera de Sudán.   | 1:3 (0:1) |                     | Costa de Marfil |
| 8 de octubre de 2005    | Yaundé     | Camerún         | Bandera de Camerún. | 1:1 (1:0) | Bandera de Egipto.  | Egipto          |
| 9 de octubre de 2005    | Cotonú     | Benín           | Bandera de Benín.   | 1:0 (0:0) | Bandera de Libia.   | Libia           |

### Grupo 4
| Equipo   | Pts | PJ | PG | PE | PP | GF | GC | GD  |
| -------- | --- | -- | -- | -- | -- | -- | -- | --- |
| Angola   | 21  | 10 | 6  | 3  | 1  | 12 | 6  | +6  |
| Nigeria  | 21  | 10 | 6  | 3  | 1  | 21 | 7  | +14 |
| Zimbabue | 15  | 10 | 4  | 3  | 3  | 13 | 14 | -1  |
| Gabón    | 10  | 10 | 2  | 4  | 4  | 11 | 13 | -2  |
| Argelia  | 8   | 10 | 1  | 5  | 4  | 8  | 15 | -7  |
| Ruanda   | 5   | 10 | 1  | 2  | 7  | 6  | 16 | -10 |

Angola se clasificó al obtener un mayor resultado global ante Nigeria en sus partidos de ida y vuelta: Angola 1:0 Nigeria; Nigeria 1:1 Angola

| Fecha                   | Lugar         |          |                      | Resultado |                      |          |
| ----------------------- | ------------- | -------- | -------------------- | --------- | -------------------- | -------- |
| 5 de junio de 2004      | Libreville    | Gabón    |                      | 1:1 (0:0) | Bandera de Zimbabue. | Zimbabue |
| 5 de junio de 2004      | Port Harcourt | Nigeria  | Bandera de Nigeria.  | 2:0 (0:0) | Bandera de Ruanda.   | Ruanda   |
| 5 de junio de 2004      | Annaba        | Argelia  | Bandera de Argelia.  | 0:0       | Bandera de Angola.   | Angola   |
| 19 de junio de 2004     | Kigali        | Ruanda   | Bandera de Ruanda.   | 3:1 (2:1) |                      | Gabón    |
| 20 de junio de 2004     | Harare        | Zimbabue | Bandera de Zimbabue. | 1:1 (0:1) | Bandera de Argelia.  | Argelia  |
| 20 de junio de 2004     | Luanda        | Angola   | Bandera de Angola.   | 1:0 (0:0) | Bandera de Nigeria.  | Nigeria  |
| 3 de julio de 2004      | Kigali        | Ruanda   | Bandera de Ruanda.   | 0:2 (0:1) | Bandera de Zimbabue. | Zimbabue |
| 3 de julio de 2004      | Libreville    | Gabón    |                      | 2:2 (1:1) | Bandera de Angola.   | Angola   |
| 3 de julio de 2004      | Abuya         | Nigeria  | Bandera de Nigeria.  | 1:0 (0:0) | Bandera de Argelia.  | Argelia  |
| 5 de septiembre de 2004 | Harare        | Zimbabue | Bandera de Zimbabue. | 0:3 (0:2) | Bandera de Nigeria.  | Nigeria  |
| 5 de septiembre de 2004 | Luanda        | Angola   | Bandera de Angola.   | 1:0 (0:0) | Bandera de Ruanda.   | Ruanda   |
| 5 de septiembre de 2004 | Annaba        | Argelia  | Bandera de Argelia.  | 0:3 (0:0) |                      | Gabón    |
| 9 de octubre de 2004    | Kigali        | Ruanda   | Bandera de Ruanda.   | 1:1 (1:1) | Bandera de Argelia.  | Argelia  |
| 9 de octubre de 2004    | Libreville    | Gabón    |                      | 1:1 (1:0) | Bandera de Nigeria.  | Nigeria  |
| 10 de octubre de 2004   | Luanda        | Angola   | Bandera de Angola.   | 1:0 (0:0) | Bandera de Zimbabue. | Zimbabue |
| 26 de marzo de 2005     | Port Harcourt | Nigeria  | Bandera de Nigeria.  | 2:0 (0:0) |                      | Gabón    |
| 27 de marzo de 2005     | Harare        | Zimbabue | Bandera de Zimbabue. | 2:0 (0:0) | Bandera de Angola.   | Angola   |
| 27 de marzo de 2005     | Orán          | Argelia  | Bandera de Argelia.  | 1:0 (0:0) | Bandera de Ruanda.   | Ruanda   |
| 3 de junio de 2005      | Harare        | Zimbabue | Bandera de Zimbabue. | 1:0 (0:0) |                      | Gabón    |
| 3 de junio de 2005      | Luanda        | Angola   | Bandera de Angola.   | 2:1 (0:0) | Bandera de Argelia.  | Argelia  |
| 3 de junio de 2005      | Kigali        | Ruanda   | Bandera de Ruanda.   | 1:1 (0:0) | Bandera de Nigeria.  | Nigeria  |
| 18 de junio de 2005     | Kano          | Nigeria  | Bandera de Nigeria.  | 1:1 (1:0) | Bandera de Angola.   | Angola   |
| 18 de junio de 2005     | Libreville    | Gabón    |                      | 3:0 (0:0) | Bandera de Ruanda.   | Ruanda   |
| 19 de junio de 2005     | Orán          | Argelia  | Bandera de Argelia.  | 2:2 (1:1) | Bandera de Zimbabue. | Zimbabue |
| 4 de septiembre de 2005 | Harare        | Zimbabue | Bandera de Zimbabue. | 3:1 (2:1) | Bandera de Ruanda.   | Ruanda   |
| 4 de septiembre de 2005 | Luanda        | Angola   | Bandera de Angola.   | 3:0 (2:0) |                      | Gabón    |
| 4 de septiembre de 2005 | Orán          | Argelia  | Bandera de Argelia.  | 2:5 (0:2) | Bandera de Nigeria.  | Nigeria  |
| 8 de octubre de 2005    | Abuya         | Nigeria  | Bandera de Nigeria.  | 5:1 (1:0) | Bandera de Zimbabue. | Zimbabue |
| 8 de octubre de 2005    | Port-Gentil   | Gabón    |                      | 0:0       | Bandera de Argelia.  | Argelia  |
| 8 de octubre de 2005    | Kigali        | Ruanda   | Bandera de Ruanda.   | 0:1 (0:0) | Bandera de Angola.   | Angola   |

### Grupo 5
| Equipo    | Pts | PJ | PG | PE | PP | GF | GC | GD  |
| --------- | --- | -- | -- | -- | -- | -- | -- | --- |
| Túnez     | 21  | 10 | 6  | 3  | 1  | 25 | 9  | +16 |
| Marruecos | 20  | 10 | 5  | 5  | 0  | 17 | 7  | +10 |
| Guinea    | 17  | 10 | 5  | 2  | 3  | 15 | 10 | +5  |
| Kenia     | 10  | 10 | 3  | 1  | 6  | 8  | 17 | -9  |
| Botsuana  | 9   | 10 | 3  | 0  | 7  | 10 | 18 | -8  |
| Malaui    | 6   | 10 | 1  | 3  | 6  | 12 | 26 | -14 |

| Fecha                   | Lugar    |           |                       | Resultado |                       |           |
| ----------------------- | -------- | --------- | --------------------- | --------- | --------------------- | --------- |
| 5 de junio de 2004      | Blantyre | Malaui    |                       | 1:1 (1:1) | Bandera de Marruecos. | Marruecos |
| 5 de junio de 2004      | Túnez    | Túnez     | Bandera de Túnez.     | 4:1 (2:0) |                       | Botsuana  |
| 19 de junio de 2004     | Gaborone | Botsuana  |                       | 2:0 (2:0) |                       | Malaui    |
| 20 de junio de 2004     | Conakri  | Guinea    |                       | 2:1 (1:0) | Bandera de Túnez.     | Túnez     |
| 3 de julio de 2004      | Gaborone | Botsuana  |                       | 0:1 (0:1) | Bandera de Marruecos. | Marruecos |
| 3 de julio de 2004      | Lilongüe | Malaui    |                       | 1:1 (0:0) |                       | Guinea    |
| 4 de septiembre de 2004 | Nairobi  | Kenia     | Bandera de Kenia.     | 3:2 (3:1) |                       | Malaui    |
| 4 de septiembre de 2004 | Rabat    | Marruecos | Bandera de Marruecos. | 1:1 (0:1) | Bandera de Túnez.     | Túnez     |
| 5 de septiembre de 2004 | Conakri  | Guinea    |                       | 4:0 (1:0) |                       | Botsuana  |
| 9 de octubre de 2004    | Blantyre | Malaui    |                       | 2:2 (2:0) | Bandera de Túnez.     | Túnez     |
| 9 de octubre de 2004    | Gaborone | Botsuana  |                       | 2:1 (0:1) | Bandera de Kenia.     | Kenia     |
| 10 de octubre de 2004   | Conakri  | Guinea    |                       | 1:1 (0:1) | Bandera de Marruecos. | Marruecos |
| 17 de noviembre de 2004 | Nairobi  | Kenia     | Bandera de Kenia.     | 2:1 (1:1) |                       | Guinea    |
| 9 de febrero de 2005    | Rabat    | Marruecos | Bandera de Marruecos. | 5:1 (2:0) | Bandera de Kenia.     | Kenia     |
| 26 de marzo de 2005     | Nairobi  | Kenia     | Bandera de Kenia.     | 1:0 (0:0) |                       | Botsuana  |
| 26 de marzo de 2005     | Túnez    | Túnez     | Bandera de Túnez.     | 7:0 (2:0) |                       | Malaui    |
| 26 de marzo de 2005     | Rabat    | Marruecos | Bandera de Marruecos. | 1:0 (0:0) |                       | Guinea    |
| 4 de junio de 2005      | Rabat    | Marruecos | Bandera de Marruecos. | 4:1 (2:1) |                       | Malaui    |
| 4 de junio de 2005      | Gaborone | Botsuana  |                       | 1:3 (1:2) | Bandera de Túnez.     | Túnez     |
| 5 de junio de 2005      | Conakri  | Guinea    |                       | 1:0 (0:0) | Bandera de Kenia.     | Kenia     |
| 11 de junio de 2005     | Túnez    | Túnez     | Bandera de Túnez.     | 2:0 (1:0) |                       | Guinea    |
| 17 de junio de 2005     | Blantyre | Malaui    |                       | 1:3 (0:2) |                       | Botsuana  |
| 18 de junio de 2005     | Nairobi  | Kenia     | Bandera de Kenia.     | 0:0       | Bandera de Marruecos. | Marruecos |
| 17 de agosto de 2005    | Túnez    | Túnez     | Bandera de Túnez.     | 1:0 (1:0) | Bandera de Kenia.     | Kenia     |
| 3 de septiembre de 2005 | Rabat    | Marruecos | Bandera de Marruecos. | 1:0 (0:0) |                       | Botsuana  |
| 3 de septiembre de 2005 | Nairobi  | Kenia     | Bandera de Kenia.     | 0:2 (0:1) | Bandera de Túnez.     | Túnez     |
| 4 de septiembre de 2005 | Conakri  | Guinea    |                       | 3:1 (0:0) |                       | Malaui    |
| 8 de octubre de 2005    | Gaborone | Botsuana  |                       | 1:2 (1:0) |                       | Guinea    |
| 8 de octubre de 2005    | Blantyre | Malaui    |                       | 3:0 (1:0) | Bandera de Kenia.     | Kenia     |
| 8 de octubre de 2005    | Túnez    | Túnez     | Bandera de Túnez.     | 2:2 (1:2) | Bandera de Marruecos. | Marruecos |

## Clasificados

### Copa Mundial de Fútbol de 2006
| Bandera de Angola. |                 | Bandera de Ghana. | Bandera de Togo. | Bandera de Túnez. |
| Angola             | Costa de Marfil | Ghana             | Togo             | Túnez             |
| ------------------ | --------------- | ----------------- | ---------------- | ----------------- |

### Copa Africana de Naciones de 2006
| Bandera de Angola.  | Bandera de Camerún. |                     | Bandera de Egipto.    | Bandera de Ghana. |                   | Bandera de Libia.  | Bandera de Marruecos. |
| Angola              | Camerún             | Costa de Marfil     | Egipto                | Ghana             | Guinea            | Libia              | Marruecos             |
| Bandera de Nigeria. |                     | Bandera de Senegal. | Bandera de Sudáfrica. | Bandera de Togo.  | Bandera de Túnez. | Bandera de Zambia. | Bandera de Zimbabue.  |
| Nigeria             | R.D. del Congo      | Senegal             | Sudáfrica             | Togo              | Túnez             | Zambia             | Zimbabue              |
| ------------------- | ------------------- | ------------------- | --------------------- | ----------------- | ----------------- | ------------------ | --------------------- |